# Нидерирзен
Нидерирзен (нем. Niederirsen) — община в Германии, в земле Рейнланд-Пфальц.
Входит в состав района Альтенкирхен-Вестервальд. Подчиняется управлению Хам (Зиг). Население составляет 108 человек (на 31 декабря 2010 года). Занимает площадь 2,84 км².